# Кріс О'Ніл
Крістін "Кріс" О'Ніл (англ. Christine "Chris" O'Neil; нар. 19 березня 1956) — австралійська тенісистка, переможниця Відкритого чемпіонату Австралії 1978 року. 
О'Ніл була першою несіяною тенісисткою, що виграла Відкритий чемпіонат Австралії у Відкриту еру. Крім того О'Ніл вигравала турнір в юніорах і зуміла повторити це досягнення серед дорослих. Утім, склад учасниць був ослаблений, зокрема найсильніша тенісистка тих років Кріс Еверт взяла учать в Australian Open у 1974 році, а потім до початку 1980-х ігнорувала турнір на Зеленому континенті.  

## Фінали турнірів Великого шолома

### Одиночний розряд: 1 титул
| Результат | Рік  | Турнір          | Поверхня | Супротивниця   | Рахунок       |
| --------- | ---- | --------------- | -------- | -------------- | ------------- |
| Перемога  | 1978 | Australian Open | Трава    | Бетсі Нагелсен | 6–3, 7–6(7–3) |